# Больтиники (Вороновский район)
Больтиники (бел. Бо́льцінікі) — агрогородок в Вороновском районе Гродненской области Беларуси. В составе Беняконского сельсовета.

## География
В 15 км к северо-востоку от Вороново, 4 км от железнодорожной станции Бенякони, около реки Жижма, на автодороге Бенякони—Полецкишки.
Автомобильные дороги Н-6718 и Н-7841.

### Гидрография
Около реки Болотинка.

## Этимология
Форма "Больтиники" скопирована с польского довоенного написания Bolcieniki, из которого должно было бы восстанавливаться аутентичное "Бальтеники".
Совершенно аутентичная форма — в названии Baltininkai, около западно-литовских Тельшяй, причем совсем поблизости — такой же образован топоним Vertininkai (с окончанием -ininkai), представляющий собой первейшую форму топонима Вертники.
И Baltininkai с Больтиниками, и Vertininkai с Вертниками — от бывших одноосновных имен типа Baltys, Vertys.
Бальдин или Бальтин (Baldin, Baltin) — имя германского происхождения.
Согласно топонимисту В. Жучкевичу, название от фамилии Больтис.

## История
Известен с XVI века. Около 1514 года упоминается как Больтинишские люди, собственность земского хоружего Д. Скиландевича. До 1549 года имение принадлежало Л. Кондратовичу, потом Михновичам, слонимскому хоружему М. Соколовскому. В 1567 году имение Луцкого каштеляна М. Казинского, который выставлял в армию 2 лошади. В 1690 году два одноименных имения в Беняконском приходе Лидского уезда ВКЛ, принадлежали С. Хрептовичу. В 1738 году упоминается как центр прихода Радунского католического деканата.
После 3-го раздела Речи Посполитой (1795) в составе Российской империи, в Виленской, с 1797 — Литовской, с 1801 — Гродненской, с 1842 — Виленской губерниях. В 1-й половине XIX века владение Путткамеров, где часто бывал польский поэт А. Мицкевич. Во 2-й половине XIX века центр сельской общины Беняконской волости, в 1870 году 250 крестьян-собственников, 93 государственных крестьян, 3 однодворца. 
Согласно переписи в 1897 году в деревне 48 жителей, в 1905 году — в имении 3 жителя.
В 1905 году в Беняконской волости Лидского уезда Виленской губернии.
С 1921 года в составе Польши, фольварк в Беняконской гмине Лидского уезда Новогрудского воеводства, 7 дворов, 96 жителей.
3 ноября 1939 года в БССР.
С 15 января 1940 года в Вороновском районе Барановичской области. С 12 октября 1940 года в Беняконском сельсовете, 7 дворов; в 1940 году — 89 жителей. С 1940 году в колхозе имени Ворошилова. С конца июня 1941 до середины июля 1944 оккупирована нацистами. С 20 сентября 1944 года в Гродненской области. В 1970 году центр колхоза имени Ю. А. Гагарина, начальная школа, клуб, библиотека, магазин.
В 2011 году деревня Больтиники преобразована в агрогородок.

## Население

### Численность
- 2014 год — 94 хозяйства, 302 жителя

### Динамика
- 1960 год — 118 жителей
- 1970 год — 46 дворов, 147 жителей
- 2004 год — 86 хозяйств, 269 жителей
- 2009 год — 269 жителей (перепись населения)[6]
- 2014 год — 94 хозяйства, 302 жителя

## Инфраструктура
Фельдшерско-акушерский пункт, Дом культуры, детский сад, библиотека, отделение связи, торговые объекты.

## Культура
- Дом культуры
- Культурно-туристический центр
- Музейная экспозиция "Сцежкамi кахання Адама Міцкевіча" филиала "Больтиникский культурно-туристический центр"

## Достопримечательность
- Усадебный дом Путткамеров (начало XX века), ул. Озёрная, 1 —  Историко-культурная ценность Республики Беларусь, шифр 413Г000689. (Архитектор — Тадеуш Ростворовский).
- Фрагменты парка «Больтиники» (XIX век), памятник садово-паркового искусства —  Историко-культурная ценность Республики Беларусь, шифр 412Г000126

Площадь около 10 га. Занимает почти квадратный в плане холмистый участок, который ограничен с севера полем, с запада и востока посадками деревьев, с юга старой липовой аллеей. В северо-восточной части парка на самом высоком месте усадебный дом, построенный в начале XX века из кирпича в стиле неоготики. Отсюда открывается живописный пейзаж.
Парк пейзажного типа. Его композицию формируют отдельные группы деревьев и кустарников, открытое пространство поляны, сплошные посадки. Западный склон от дома до поляны, вытянутой вдоль долины, оформлен двумя искусственными террасами. Большое значение в формировании ландшафта куртин имеют экзоты, которых в парке более 60 видов и форм.

История парка связана с именем Адама Мицкевича, который гостил в здешнем имении по приглашению Марыли Верещаки.

## Галерея
- Усадебный дом
- Больтинийский парк